# Charly Grosskost
Charles "Charly" Grosskost (ur. 5 marca 1944 w Eckbolsheim – zm. 19 czerwca 2004 w Strasburgu) – francuski kolarz torowy i szosowy, dwukrotny medalista torowych mistrzostw świata.

## Kariera
Pierwszy sukces w karierze Dirk Baert osiągnął w 1963 roku, kiedy zajął drugie miejsce w szosowym wyścigu Nancy – Strasburg. W 1966 roku zdobył swój pierwszy tytuł torowego mistrza Francji, zwyciężając w indywidualnym wyścigu na dochodzenie. W 1970 roku wystartował na torowych mistrzostwach świata w Leicester, gdzie w tej samej konkurencji zdobył brązowy medal, ulegając jedynie Brytyjczykowi Hugh Porterowi oraz Włochowi Lorenzo Bosisio. W indywidualnym wyścigu na dochodzenie wywalczył także srebrny medal podczas mistrzostw świata w Varese w 1971 roku, gdzie wyprzedził go tylko Dirk Baert z Belgii. Grosskost zwyciężył ponadto kryteriach szosowych w Remiremont w 1967 i 1968 roku, Metz i Saint-Tropez w 1970 roku i Erbolsheim w 1972 roku. W 1968 roku wygrał prolog Giro d'Italia, ale całego wyścigu nie ukończył. Ponadto wielokrotnie zdobywał medale torowych mistrzostw kraju, w tym siedem złotych.